# Arabská Wikipedie
Arabská Wikipedie je jazyková verze Wikipedie v arabštině. Byla spuštěna 9. července 2003. Stejně jako jiné wikipedie s písmem psaným zprava doleva používá zrcadlový vzhled, tedy s logem wikipedie, odkazy a nástroji na pravé straně. V lednu 2022 obsahovala přes 1 151 000 článků a pracovalo pro ni 26 správců. Registrováno bylo přes 2 194 000 uživatelů, z nichž bylo přes 6 200 aktivních. V počtu článků byla 16. největší Wikipedie.
V roce 2012 provedli 20,6 % editací arabské Wikipedie uživatelé z Egypta, 17,1 ze Saúdské Arábie, 6,3 % z Kuvajtu, 4,3 % z Alžírska, 3,7 z Maroka, 3,5 % z USA
Nejvíce článků, respektive dotazů, z arabské Wikipedie je zobrazeno v Saúdské Arábii (21,8 %), Egyptě (13,9 %), Maroku (9,1 %), USA (7,5 %), Alžírsku (6,7 %) a Iráku (5,7 %). Arabská Wikipedie je nejpoužívanější verzí v Jemenu, kde do ní směřuje 82,2 % dotazů, Sýrii (82 %), Palestinské autonomii (78,7 %), Libyi (74,9 %), Súdánu (71,9 %), Jordánsku (69,2 %), Iráku (67,3 %), Saúdské Arábii (66,9 %), Egyptě (59,3 %), Ománu (48,3 %), Mauritánii (44,2 %), Alžírsku (43,4 %) a Maroku (41,9 %).
Používána je také v Kuvajtu (47,3 %), Bahrajnu (31,9 %), Tunisku (27,9 %), Čadu (19,7 %), Kataru (19,4 %), Jižním Súdánu (19 %), Spojených arabských emirátech (12,1 %), Somálsku (9,4 %), Turecku (3,7 %), Nigeru (3,7 %), Izraeli (3,4 %), Mali (2,6 %) a Džibuti (2,3 %).
V roce 2019 bylo zobrazeno okolo 2,3 miliardy dotazů. Denní průměr byl 6 278 683 a měsíční 190 976 617 dotazů. Nejvíce dotazů bylo zobrazeno v říjnu (225 985 966), nejméně v červnu (166 868 131). Nejvíce dotazů za den přišlo ve středu 23. října (9 342 522), nejméně v úterý 4. června (4 114 467).
Od 30. dubna 2008 do 13. února 2009 byla arabská verze Wikipedie blokována v Sýrii bez jakéhokoliv vysvětlení oficiálních úřadů. V roce 2008 byla spuštěna verze v egyptské arabštině, což mezi wikipedisty vyvolává spory, zda je její existence oprávněná. Tato verze měla v červenci 2014 přes 12 600 článků a podle jejich počtu byla 117. největší Wikipedie.